# شينوسكي ساتو
شينوسكي ساتو (باليابانية: 佐藤 慎之介) (9 مايو 1991 في ايشيكاوا في اليابان – )؛ هو لاعب كرة قدم كان يلعب كحارس مرمى.

## وصلات خارجية
- شينوسكي ساتو على موقع قاعدة بيانات كرة القدم.إي يو (الإنجليزية)
- شينوسكي ساتو على موقع Soccerway.com (الإنجليزية)